# マッチング (グラフ理論)
グラフ理論においてマッチングとは、グラフ中の枝集合で、互いに端点を共有しないもののこと。特に、これ以上枝を追加できないもののことを極大マッチング、枝数が最大のものを最大マッチングという。また、グラフ上の全ての頂点が、マッチング中のいずれかの枝の端点になっているとき、そのマッチングを完全マッチングという。
極大マッチング、最大マッチングは必ず存在するが、完全マッチングは存在するとは限らない。（例: 奇数個頂点のグラフ）

## 一般化
- b-マッチング